# Correntina
Correntina é um município brasileiro no interior do estado da Bahia, Região Nordeste do país.
Fica localizada na região econômica do MATOPIBA (acrônimo para os estados do Maranhão, Tocantins, Piauí e Bahia), que é descrita como região de alto potencial em agricultura, mas ainda com grandes falhas em infraestrutura, em fase de início de desenvolvimento. Da qual o Estado da Bahia é destaque.

## Topônimo
Seu nome vem do rio homônimo (o Rio Correntina), chamado também de Rio das Éguas.

## História
O município de Correntina começou a surgir a partir das expedições dos bandeirantes Bartolomeu Bueno da Silva, Belchior Dias Moreira e Matias Cardoso de Almeida, que teriam visitado a região onde hoje se localiza a cidade entre 1700 a 1790.
Crescendo com o tempo, a povoação, ora denominada Nossa Senhora da Glória do Rio das Éguas, em 1806 passou à classe de freguesia com o mesmo nome. Aos 15 de maio de 1866, a Lei provincial nº 973 criou o município com terras desmembradas do de Carinhanha e elevou à categoria de vila a povoação, dando-lhe o nome de Vila de Nossa Senhora da Glória do Rio das Éguas, o designando-a para sede do município recém-criado. A sua instalação ocorreu em 13 de maio de 1867. A Resolução nº 1960, de 8 de junho de 1880, treze anos após a instalação, suprimiu o município, ao mesmo tempo em que transferiu a sede da freguesia e o título de vila para o Arraial do Porto de Santa Maria da Vitória, criando o município desse nome.
Em 14 de maio de 1886, a Resolução provincial número 2558, revogou a anterior, de nº 1960, restaurando o município e fazendo voltar a sede para Rio das Éguas. Em 4 de maio de 1888 a Resolução provincial número 2579 suprimiu novamente o município. Esta situação perdurou por três anos, até quando o governador Doutor José Gonçalves da Silva, em 5 de maio de 1891, assinou o Ato estadual nº 319, pelo qual o município foi novamente restaurado, com sede no povoado do Rio das Éguas e o nome de Correntina.
Em 2 de março de 1938, através do Decreto Lei Federal de nº 311 assinado por Getúlio Vargas, autorizando que os Estados fizessem as divisões territoriais, foi que, pelo Decreto Estadual de nº 10 724, assinado pelo interventor Federal Landulfo Alves, em 30 de março de 1938, a vila recebeu o foro de Cidade, sob a batuta do Intendente Major Félix Joaquim de Araújo, porém, somente vieram comemorar em 1 de janeiro de 1939, considerando a demora que havia na comunicação.
Em novembro de 2017, no Rosário, um grupo de mais de 1000 pessoas ligadas a movimentos de proteção ambiental ocuparam uma fazenda e destruíram máquinas do local. A fazenda captava, irregularmente, milhões de metros cúbicos de água diariamente.

## Geografia

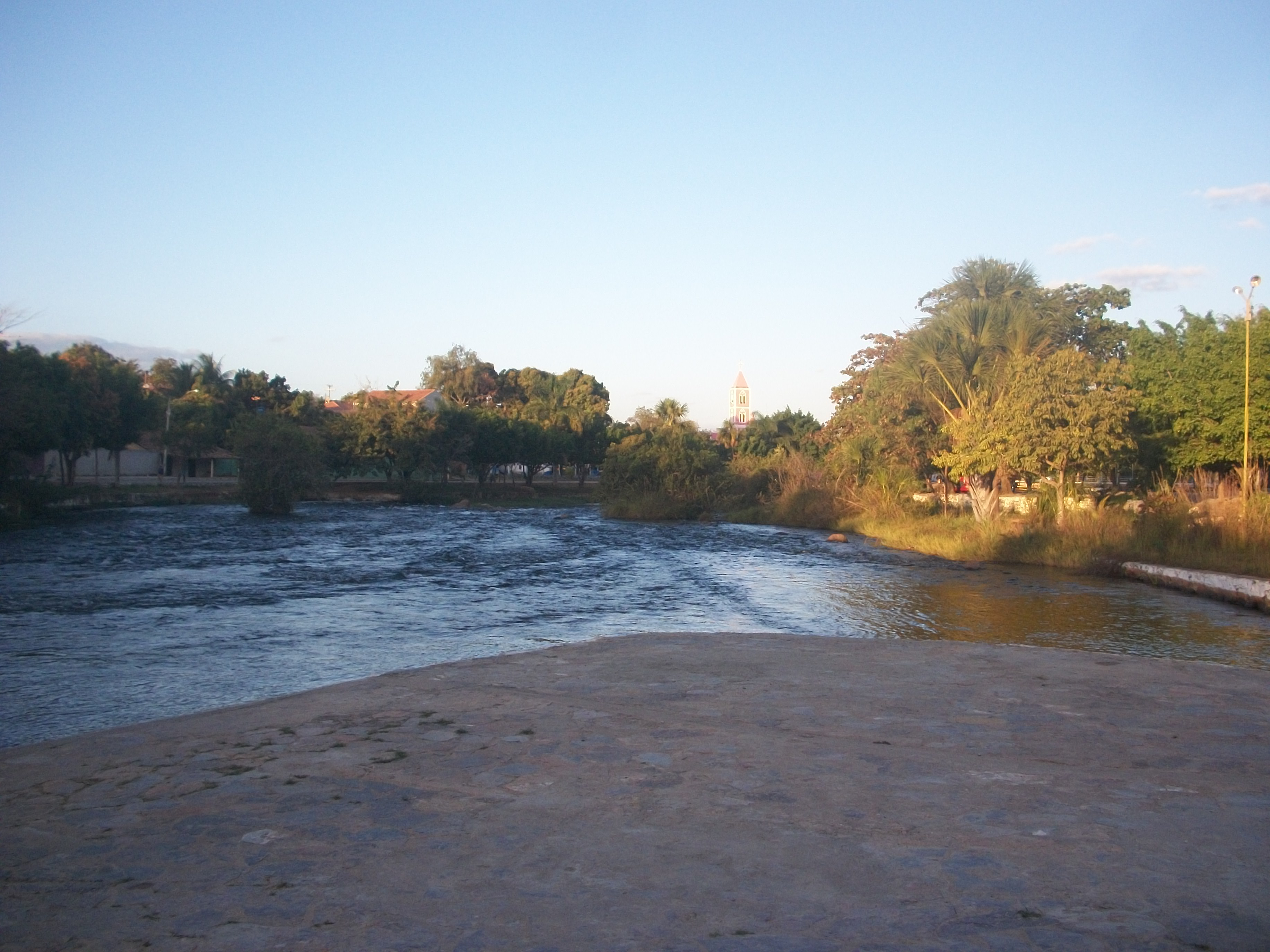
Ilha do Ranchão, em 2012.

O município de Correntina está localizado na porção oeste do estado, à latitude 13°20'34" sul e à longitude 44°38'13" oeste, estando a uma altitude de 575 metros. Situa-se na Região Geográfica Intermediária de Barreiras e Região Geográfica Imediata de Santa Maria da Vitória. localizando-se próximo a divisa com o estado de Goiás. Ocupa uma área total de 11 504,314 km², representando quase 3% do total do estado. Seu território tem como limites as cidades de Jaborandi, Santa Maria da Vitória (em território baiano) e Posse (em território goiano). Está localizado no Oeste Baiano a 914 km de Salvador, a 527 km de Brasília e a 166,2 km (BR-135) ou 209 km (BR-135/242) de Barreiras, a principal cidade da região.
Banhada pelos rios Corrente, Arrojado, Santo Antônio, Guará e Rio do Meio, todos de águas cristalinas, sendo o principal o rio Correntina, cujo leito corta o centro da cidade, onde está a Ilha do Ranchão, de encantos e magia, cartão postal da cidade, bastante visitada durante todo o ano e principalmente no período de carnaval. Logo a 1.200 metros do centro da cidade há o arquipélago “Sete Ilhas”, descrito como tendo uma beleza incomparável. Os outros rios banham quase todos os povoados do município, que impressionam pelas suas riquezas hídricas e naturais, como: Cachoeiras, Veredas, Paredões, Morros e Grutas.
Segundo dados do Instituto Nacional de Meteorologia (INMET), desde 1977 a menor temperatura registrada em Correntina foi de 6,3 °C em 23 de julho de 2006 e a maior atingiu 41,1 °C em 22 de outubro de 2015 e 8 de outubro de 2020. O maior acumulado de precipitação em 24 horas foi de 122,9 milímetros (mm) em 4 de fevereiro de 1992. Desde novembro de 2007, a maior rajada de vento chegou a 25 m/s (90 km/h) em 22 de julho de 2008. No mesmo ano, também foi registrado o menor índice de umidade relativa do ar (URA), de 9%, nas tardes dos dias 15 de setembro, 2 e 6 de outubro e 3 de novembro.
| Dados climatológicos para Correntina                                                                                                | Dados climatológicos para Correntina | Dados climatológicos para Correntina | Dados climatológicos para Correntina | Dados climatológicos para Correntina | Dados climatológicos para Correntina | Dados climatológicos para Correntina | Dados climatológicos para Correntina | Dados climatológicos para Correntina | Dados climatológicos para Correntina | Dados climatológicos para Correntina | Dados climatológicos para Correntina | Dados climatológicos para Correntina | Dados climatológicos para Correntina |
| Mês | Jan                                  | Fev                                  | Mar                                  | Abr                                  | Mai                                  | Jun                                  | Jul                                  | Ago                                  | Set                                  | Out                                  | Nov                                  | Dez                                  | Ano                                  |
| --- | ------------------------------------ | ------------------------------------ | ------------------------------------ | ------------------------------------ | ------------------------------------ | ------------------------------------ | ------------------------------------ | ------------------------------------ | ------------------------------------ | ------------------------------------ | ------------------------------------ | ------------------------------------ | ------------------------------------ |
| Temperatura máxima recorde (°C) | 38,4                                 | 37,5                                 | 38,6                                 | 37,3                                 | 36,9                                 | 36,9                                 | 35,3                                 | 38,1                                 | 41,2                                 | 41,1                                 | 40,5                                 | 38,8                                 | 41,2                                 |
| Temperatura máxima média (°C) | 31                                   | 31,4                                 | 30,9                                 | 31,1                                 | 31,3                                 | 30,4                                 | 30,6                                 | 31,8                                 | 33,6                                 | 34,1                                 | 31,8                                 | 30,8                                 | 31,6                                 |
| Temperatura média compensada (°C)                                                                                                   | 24,7                                 | 25                                   | 24,6                                 | 24,5                                 | 23,6                                 | 21,9                                 | 22                                   | 23,2                                 | 25,7                                 | 26,7                                 | 25,5                                 | 24,8                                 | 24,4                                 |
| Temperatura mínima média (°C) | 19,9                                 | 20                                   | 20                                   | 19,3                                 | 17,2                                 | 14,5                                 | 14,2                                 | 14,9                                 | 18,2                                 | 20,3                                 | 20,6                                 | 20,1                                 | 18,3                                 |
| Temperatura mínima recorde (°C) | 11,6                                 | 13,2                                 | 12                                   | 11                                   | 8,8                                  | 7,7                                  | 6,3                                  | 8,3                                  | 9,2                                  | 10,8                                 | 12,2                                 | 14,9                                 | 6,3                                  |
| Precipitação (mm) | 130                                  | 104,4                                | 145,5                                | 62,2                                 | 9                                    | 0,5                                  | 0,3                                  | 2,3                                  | 10,2                                 | 74,2                                 | 164,7                                | 220,8                                | 923,9                                |
| Dias com precipitação (≥ 1 mm) | 9                                    | 8                                    | 11                                   | 5                                    | 1                                    | 0                                    | 0                                    | 0                                    | 2                                    | 6                                    | 12                                   | 13                                   | 67                                   |
| Umidade relativa compensada (%) | 77,9                                 | 76                                   | 77,2                                 | 73,8                                 | 68,4                                 | 64                                   | 59,9                                 | 54,7                                 | 50,1                                 | 57,8                                 | 72                                   | 77,2                                 | 67,4                                 |
| Insolação (h) | 224,4                                | 204                                  | 222,4                                | 240,5                                | 264,8                                | 271,5                                | 284                                  | 299,2                                | 276,4                                | 241,8                                | 180,6                                | 190,3                                | 2 899,9                              |
| Fonte: Instituto Nacional de Meteorologia (INMET) (normal climatológica de 1981-2010; recordes de temperatura: 06/06/1977-presente) |                                      |                                      |                                      |                                      |                                      |                                      |                                      |                                      |                                      |                                      |                                      |                                      |                                      |

## Demografia
Sua população no censo demográfico de 2010 era de 31 249 habitantes, segundo o Instituto Brasileiro de Geografia e Estatística, sendo então o 87º mais populoso do estado e segundo de sua microrregião.
Já sua população conforme estimativas do IBGE de 2020 eram de 32 191 habitantes.

## Economia
Correntina possui a 26º maior economia do estado da Bahia em 2018, estando caracterizada também como a 669ª maior economia do Brasil. Sua região é responsável por sessenta por cento da produção de grãos do estado, sua renda per capita é uma das maiores do Brasil. Porém, em razão da ausência de políticas públicas adequadas, o índice de desemprego e pobreza é altíssimo, o que leva os jovens a procurarem outros destinos, tais como Brasília e Goiânia.
Segundo dados do IBGE, em 2018 seu Produto Interno Bruto foi de R$ 1 944 161,68 mil e o PIB per capita era de R$ 60 601,65.

### Agricultura
Sua agricultura é pujante, diversificada e de grande produtividade, possuindo grandes áreas irrigadas. Sua pecuária é de alta qualidade tanto na área genética como tecnológica. O Oeste da Bahia passa a ser o mais importante espaço nordestino receptor de imigrantes. Os vales, antes caracterizados pela pequena exploração agrícola familiar em minifúndios, começam a serem identificados como áreas bastante promissoras para o cultivo de frutas. Esta nova dinâmica possibilitou as potencialidades, em sua grande parte ainda inexploradas, e expôs a região a crises características dos períodos iniciais das áreas e expansão de fronteira econômica.
O município possui grandes áreas inexploradas, próprias para agricultura e pecuária.

### Turismo

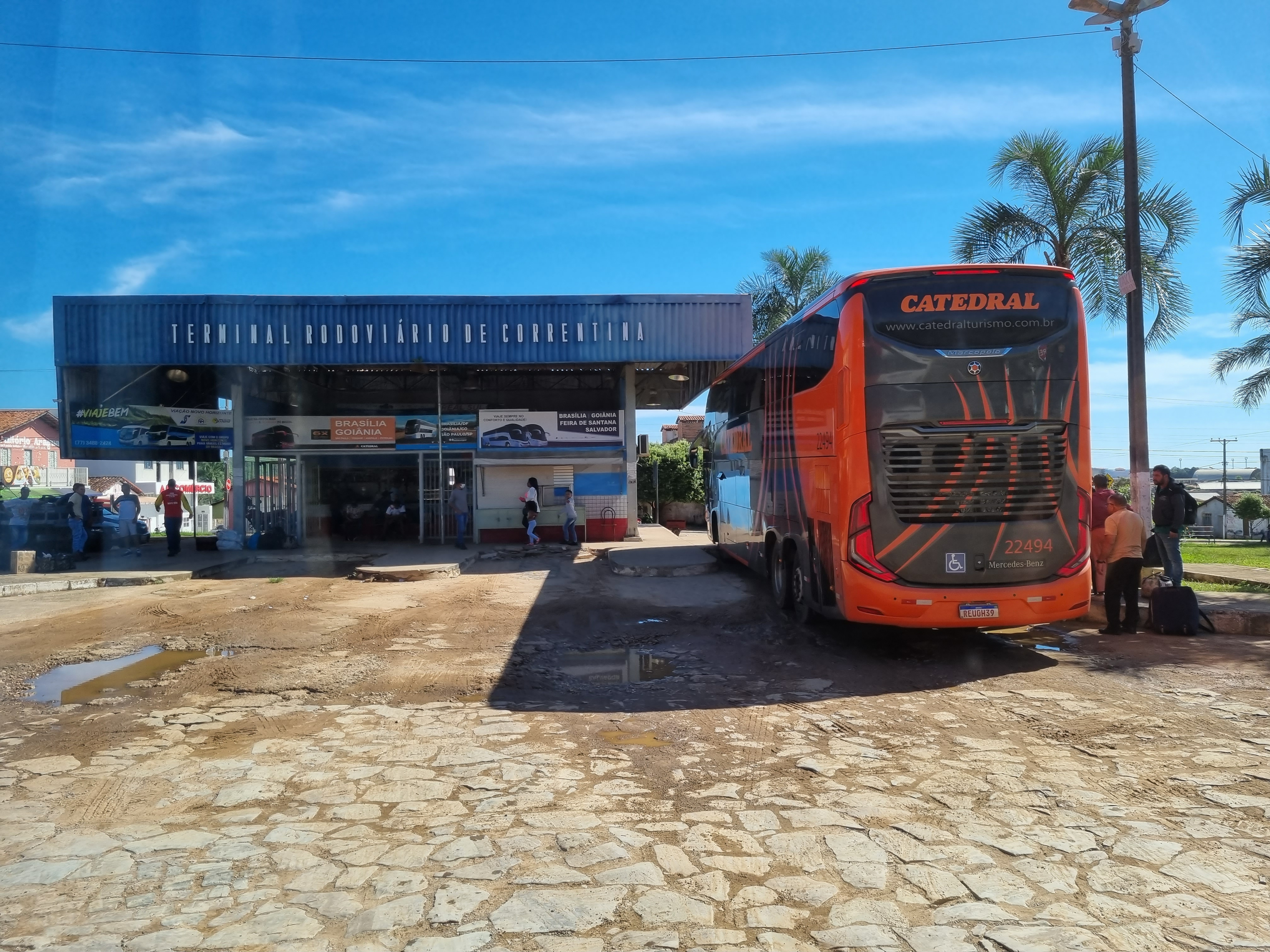
Terminal Rodoviário de Correntina, em 2023.

Durante a tarde bandas locais animam os principais pontos turísticos Ranchão e Sete Ilhas, fim de tarde a bandinha sai às ruas tocando os temas tradicionais do carnaval e durante a noite trios elétricos percorrem o centro da cidade levando centenas de foliões.
O carnaval da cidade de Correntina tem atraído excursões dos estados de Minas Gerais, Goiás, e principalmente do Distrito Federal. Estes estão vindo em ônibus fretados, que lotam as pousadas e residências particulares, aproveitando a oportunidade para transformar suas casas em apoio aos excursionistas.
No carnaval de 2011 estiveram presentes em Correntina mais de 50 ônibus especiais de excursionistas, num verdadeiro turismo social, principalmente das cidades satélites do DF, por se localizar a 500 km de Brasília. Isto sem contar na média de 1 000 automóveis particulares com placas do DF.[carece de fontes?]